# Ałben Kumbarow
Ałben Kumbarow (bg. Албен Кумбаров; ur. 12 listopada 1964) – bułgarski zapaśnik walczący w stylu wolnym. Srebrny medalista mistrzostw świata w 1986. Mistrz Europy w 1989 roku.